# Tataza
Tataza (mađ. Tataháza) je selo u jugoistočnoj Mađarskoj.
Zauzima površinu od 26,10 km četvornih.

## Zemljopisni položaj
Nalazi se na 46°10'27" sjeverne zemljopisne širine i 19°18'22" istočne zemljopisne dužine, u regiji Južni Alföld, na 118 metara nadmorske visine. Matević je udaljen 2 km prema zapadu, a Aljmaš 6 km južnije. 

## Upravna organizacija
Upravno pripada aljmaškoj mikroregiji u Bačko-kiškunskoj županiji. Poštanski broj je 6451.

## Povijest
U povijesti se spominjala kao Tóthaza 1453. godine. Ime dolazi od riječi Tot, čime su Mađari nekada označavali sjeverne Hrvate, a kasnije Slovake. Pripadala je plemićkoj obitelji Grašalković.

## Stanovništvo
U Tatazi živi 1532 stanovnika (2002.). Mađari su većina. Roma je 0,4%, Ukrajinaca je 0,2% i ostalih. Rimokatolika je 89%, kalvinista je 2% te ostalih.
Stanovnici su Mađari, a u Tatazi postoji i zajednica Hrvata. Pripadaju skupini bunjevačkih Hrvata.

## Vanjske poveznice
- Tataza na fallingrain.com